# Verricello

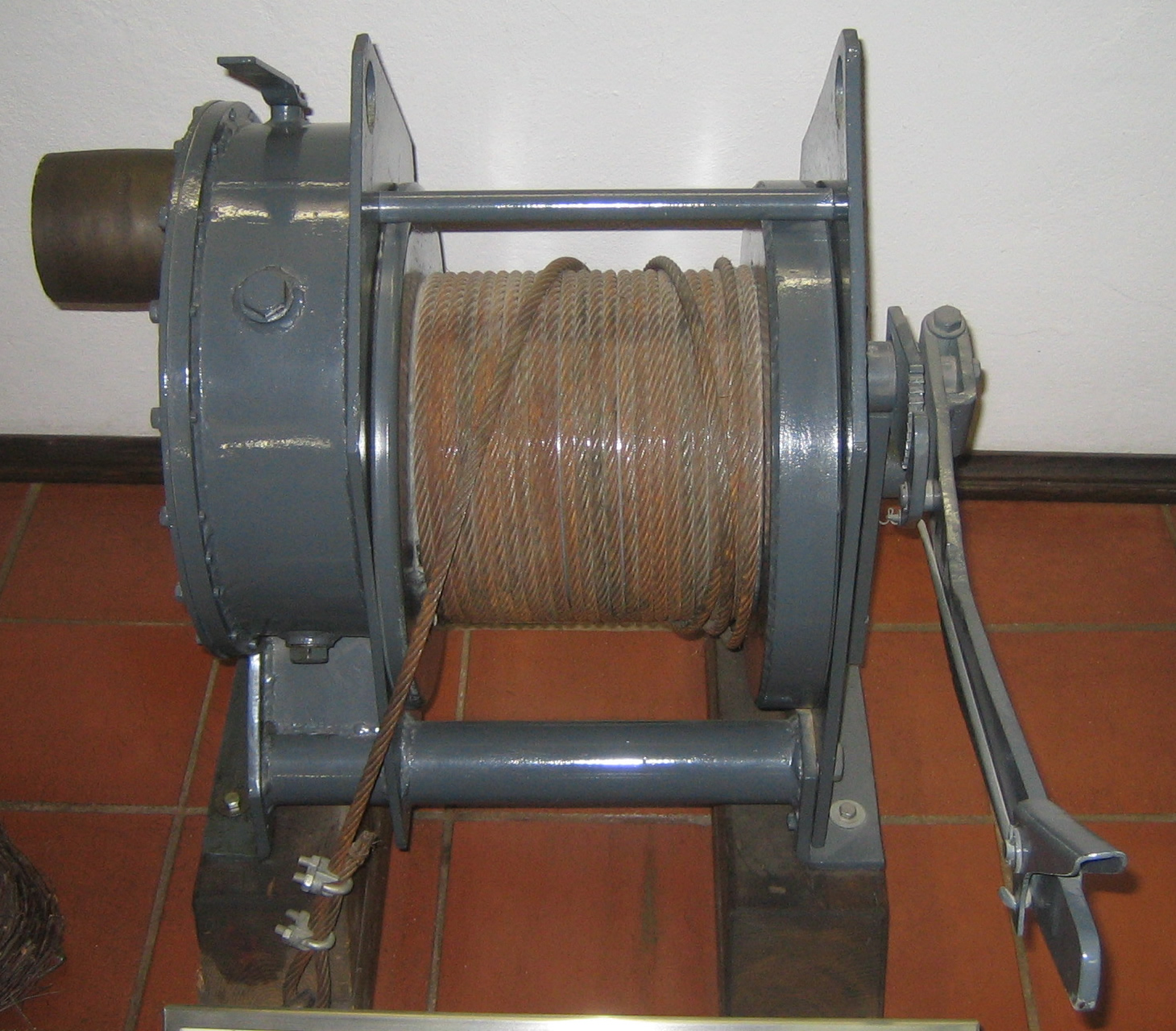
Verricello

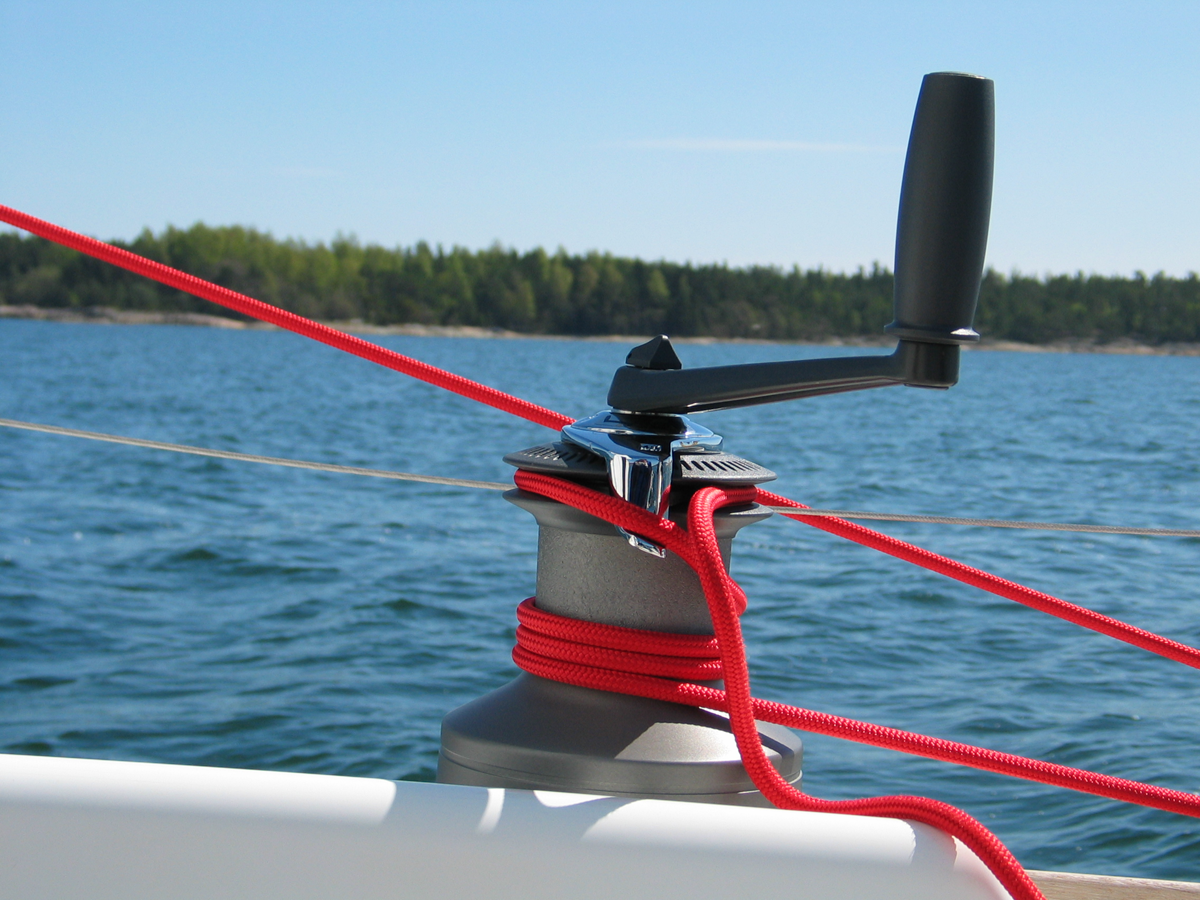
Verricello da barca

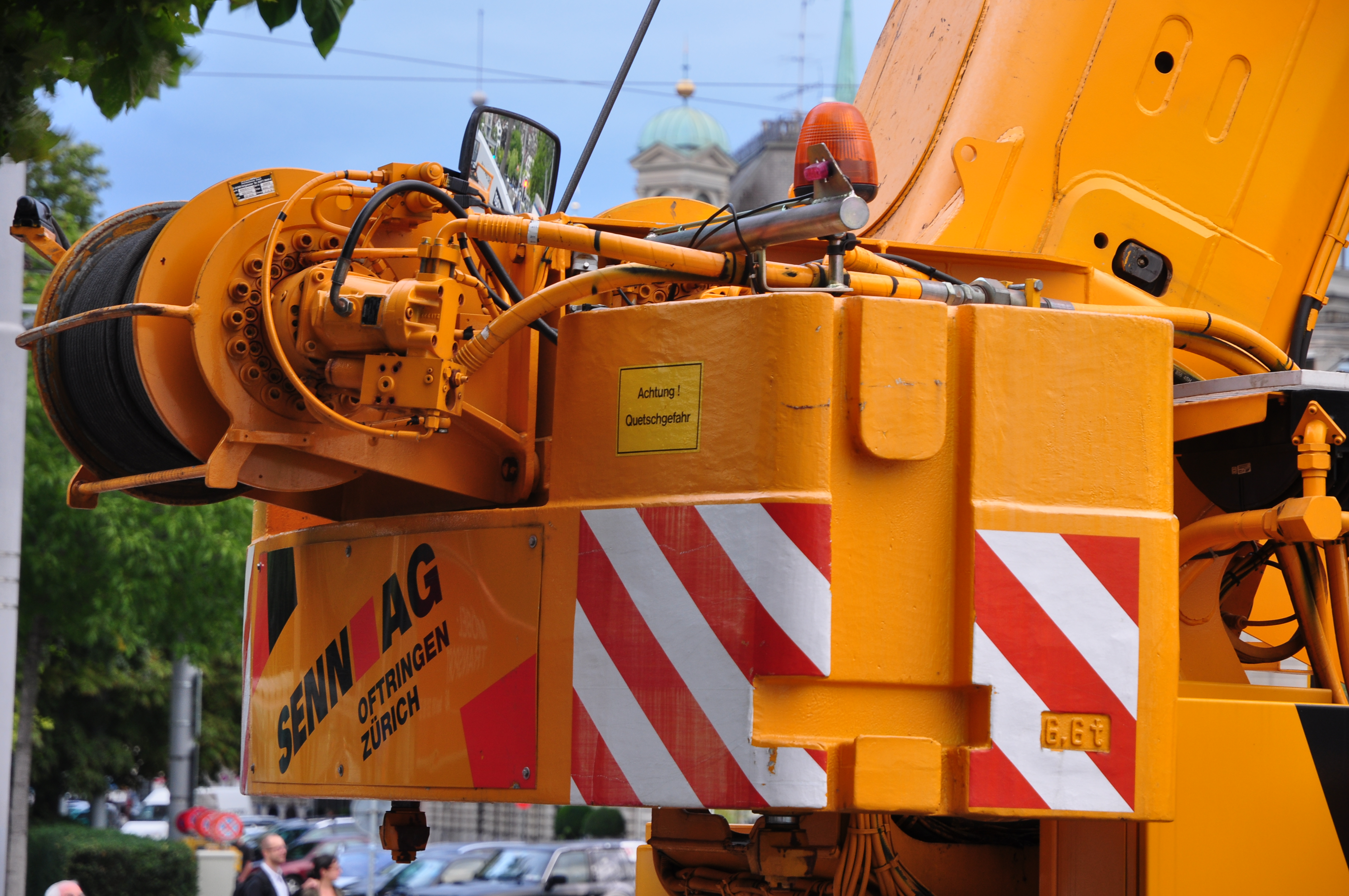
Verricello applicato ad una gru

Il verricello è una macchina che serve a movimentare pesi tramite l'utilizzo di fune o catena, esattamente come l'argano.
Nella nautica da diporto viene comunemente chiamato winch un tipo di verricello di modeste dimensioni, installato a bordo di un'imbarcazione a vela, esclusivamente quando la sua destinazione d'utilizzo è la manovra delle vele, altrimenti — seppur di identico tipo e fattezze — mantiene il nome verricello (es. il verricello dell'ancora, il verricello d'ormeggio o di tonneggio, ecc.)

## Descrizione
In italiano viene fatta distinzione fra verricello ed argano in base al suo utilizzo ed alle normative vigenti, alle quali è necessario attenersi per la sua costruzione. Viene intesa verricello la macchina che "tira" e che quindi lavora sull'asse orizzontale, viene chiamata argano la macchina che "solleva" e lavora quindi sull'asse verticale. Anche nella lingua inglese si differenziano le due macchine: il verricello è detto "Winch", mentre l'argano è detto "Hoist" (da non confondere con "Windlass", ovvero un tipo di argano dove la fune non si avvolge su di esso ma è passante, oppure con il "Capstan" ovvero il Cabestano, analogo al precedente ma con asse di rotazione verticale).
Il verricello è formato da uno/due supporti laterali necessari per l'ancoraggio dello stesso e da un cilindro rotante (chiamato "tamburo") che avvolge la fune sulla quale è applicata la resistenza (carico). 
Il tamburo ruota grazie ad un ingranaggio che moltiplica la forza di entrata, sia questa di una manovella come nel caso di un apparecchio manuale oppure di un motore elettrico, idraulico o pneumatico a seconda delle esigenze, nel caso di apparecchi motorizzati.
Il verricello è una macchina considerata molto antica ed i primi prototipi non utilizzavano ingranaggi-moltiplicatori. La sua potenza pertanto era da considerarsi semplicemente tanto maggiore quanto più lunga era la manovella di azionamento (braccio).
Un classico esempio di verricello si trova molto spesso installato nella parte frontale dei veicoli fuoristrada. Consente di movimentare il veicolo, tipicamente quando impossibilitato a proseguire tramite la sola trazione delle ruote, estendendo un cavo d'acciaio che può essere assicurato ad un oggetto esterno (per esempio un albero robusto) tramite un moschettone. Recuperando il cavo si applica una trazione che, per reazione, si applica anche al veicolo stesso.
Oggi esistono infinite tipologie di verricelli ma praticamente tutte sfruttano le potenzialità dell'ingranaggio. I tipi meno complessi e per lo più tutti quelli manuali, usano il semplice accoppiamento pignone-corona; alcuni tipi molto diffusi utilizzano invece l'ingranaggio col sistema a vite senza fine mentre i più recenti e performanti sfruttano il sistema epicicloidale. Esistono anche verricelli da collegare al trattore e verricelli portatili.